# Hydrophorus emeljanovi
Hydrophorus emeljanovi är en tvåvingeart som beskrevs av Negrobov 1977. Hydrophorus emeljanovi ingår i släktet Hydrophorus och familjen styltflugor.
Artens utbredningsområde är Mongoliet. Inga underarter finns listade i Catalogue of Life.